# Principauté de Landak
1292
La principauté de Landak est un État princier d'Indonésie dans l'actuelle province de Kalimantan occidental, dans l'île de Bornéo. Ses princes portent le titre de Panembahan ("celui à qui on rend hommage"). Le prince actuel, Gusti Suryansyah Amiruddin, ne porte que celui de Pangeran Ratu[C'est-à-dire ?].
Aujourd'hui, Landak est un kabupaten (département) de cette province.

L'actuel kabupaten de Landak dans la province de Kalimantan occidental

## Histoire
Selon la tradition, rapportée par un texte rédigé sur des feuilles de palmier lontar, Landak a été fondée par Raden Ismahayana, petit-fils de la reine Brawijaya Angkawijaya du royaume javanais de Majapahit (1294 -1478). Les vestiges de son palais et la tombe d'Ishamayana sont préservés dans le village de Munggu (1° 06′ 00″ N, 112° 34′ 00″ E). 
Vers 1600, Landak passe sous le contrôle du royaume de Sukadana, la principale puissance de l'ouest de Bornéo à l'époque. Sukadana est conquis en 1622 par le royaume de Mataram, qui domine alors le centre et l'est de Java.
Au XVIIIe siècle, Landak est, comme Sukadana, vassale du sultanat de Banten dans l'ouest de Java. À l'époque, Landak est connue pour ses mines de diamants. En 1815 en effet y est découvert un diamant de 367 carats, ce qui en fait alors le 3e plus gros du monde. On appelle alors les diamants provenant de Bornéo "Landak diamonds".

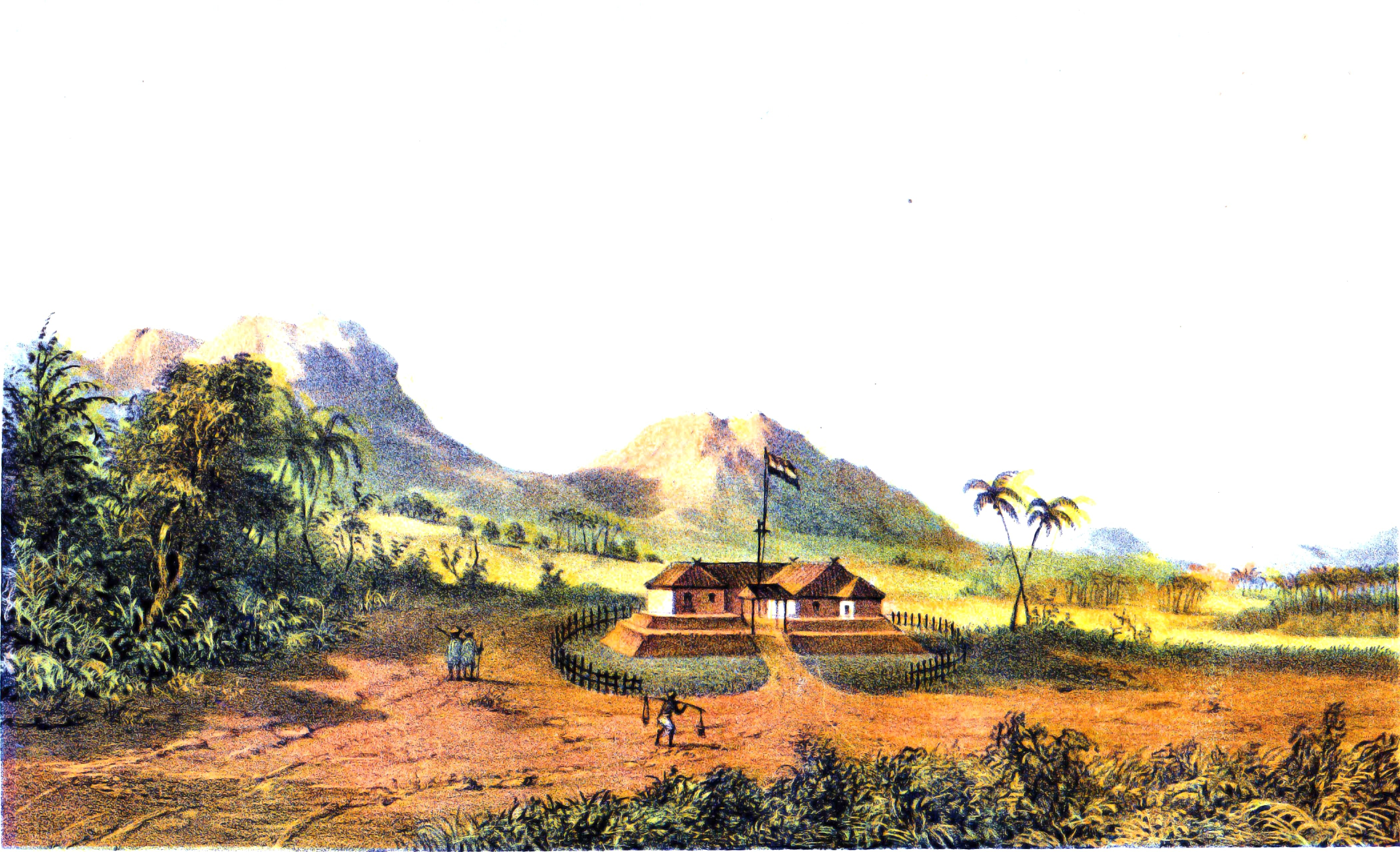
Gravure de C. Buddingh datée de 1859 montrant un fort néerlandais à Mandor

## Les souverains de Landak

### Période de Ningrat Batur (1292–1472)
1. Ratu Sang Nata Pulang Pali I
2. Ratu Sang Nata Pulang Pali II
3. Ratu Sang Nata Pulang Pali III
4. Ratu Sang Nata Pulang Pali IV
5. Ratu Sang Nata Pulang Pali V
6. Ratu Sang Nata Pulang Pali VI
7. Ratu Sang Nata Pulang Pali VII

### Période de Mungguk Ayu (1472–1703)
1. Raden Iswaramahayan Raja Adipati Karang Tanjung Tua (1472–1542) se convertit à l'islam et prend le nom de Raden Abdul Kahar
2. Raden Pati Karang Raja Adipati Karang Tanjung Muda (1542–1584)
3. Raden Cili (Tjili) Pahang Tua Raja Adipati Karang Sari Tua (1584–1614)
4. Raden Karang Tedung Tua (régent) Raja Adipati Karang Tedung Tua (1614–1644)
5. Raden Cili (Tjili) Pahang Muda Raja Adipati Karang Sari Muda (1644–1653)
6. Raden Karang Tedung Muda (régent) Raja Adipati Karang Tedung Muda (1679–1689)
7. Raden Mangku Tua (régent) Raja Mangku Bumi Tua (1679–1689)
8. Raden Kusuma Agung Tua (1689–1693)
9. Raden Mangku Muda (régent) Pangeran Mangku Bumi Muda (1693–1703)

### Période de Bandong (1703–1768)
1. Raden Kusuma Agung Muda (1703–1709)
2. Raden Purba Kusuma (régent) Pangeran Purba Kusuma (1709–1714)
3. Raden Nata Tua Pangeran Sanca Nata Kusuma Tua (1714–1764)
4. Raden Anom Jaya Kusuma (régent) Pangeran Anom Jaya Kusuma (1764–1768)

### Période deNgabang(à partir de 1768)
Le souverain porte le titre de Panembahan ("celui à qui on rend hommage") et son vizir celui de Pangeran ("prince")
1. Raden Nata Muda Pangeran Sanca Nata Kusuma (1768–1798)
2. Raden Bagus Nata Kusuma (régent) Ratu Bagus Nata Kusuma (1798–1802)
3. Gusti Husin (régent) Gusti Husin Suta Wijaya (1802–1807)
4. Panembahan Gusti Muhammad Aliuddin (1807–1833)
5. Gusti Ismail (régent) Pangeran Mangkubumi Haji Gusti Ismail (1833–1835)
6. Panembahan Gusti Mahmud Akamuddin (1835–1838)
7. Ya Mochtar Unus (régent) Pangeran Temenggung Kusuma (1838–1843)
8. Panembahan Gusti Muhammad Amaruddin Ratu Bagus Adi Muhammad Kusuma (1843–1868)
9. Gusti Doha (régent) (1868–1872)
10. Panembahan Gusti Abdulmajid Kusuma Adiningrat (1872–1875)
11. Gusti Andut Muhammad Tabri (régent) Pangeran Wira Nata Kusuma (1875–1890)
12. Gusti Ahmad (régent) Pangeran Mangkubumi Gusti Ahmad (1890–1895)
13. Panembahan Gusti Abdulazis Kusuma Akamuddin (1895–1899)[5]
14. Gusti Bujang Isman Tajuddin (régent) Pangeran Mangkubumi Gusti Bujang (1899–1922)
15. Panembahan Gusti Abdul Hamid (1922–1943)
16. Gusti Sotol (régent) (1943–1945)
17. Gusti Mohammad Appandi Ranie (régent) Pangeran Mangkubumi Gusti Mohammad Appandi Ranie Setia Negara (1946, n'a régné que 4 mois)
18. Pangeran Ratu Haji Gusti Amiruddin Hamid (?)
19. Gusti Suryansyah Amiruddin, avec le titre de Pangeran Ratu (depuis 2000)